# 卡尔韦博物馆
卡尔韦博物馆（法語：Musée Calvet）是法国普罗旺斯-阿尔卑斯-蓝色海岸大区阿维尼翁的一个博物馆，收藏品包括考古、美术、工艺品，尤其是银器、陶器、瓷器、挂毯。

## 画廊

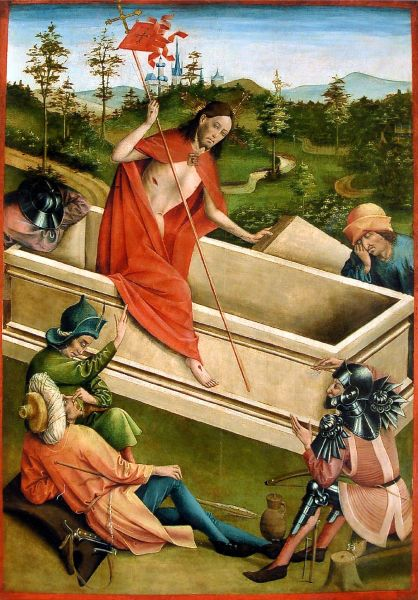
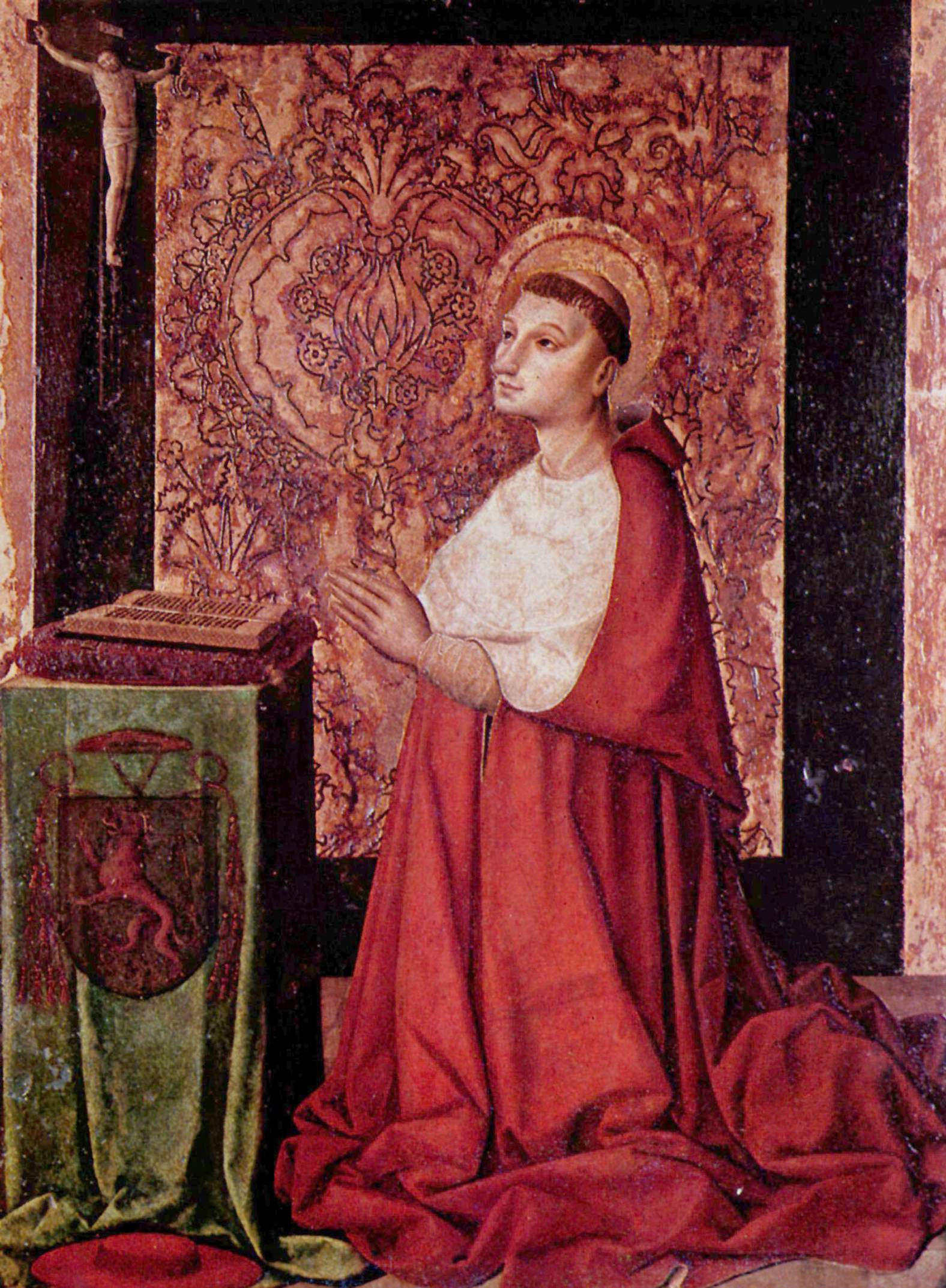
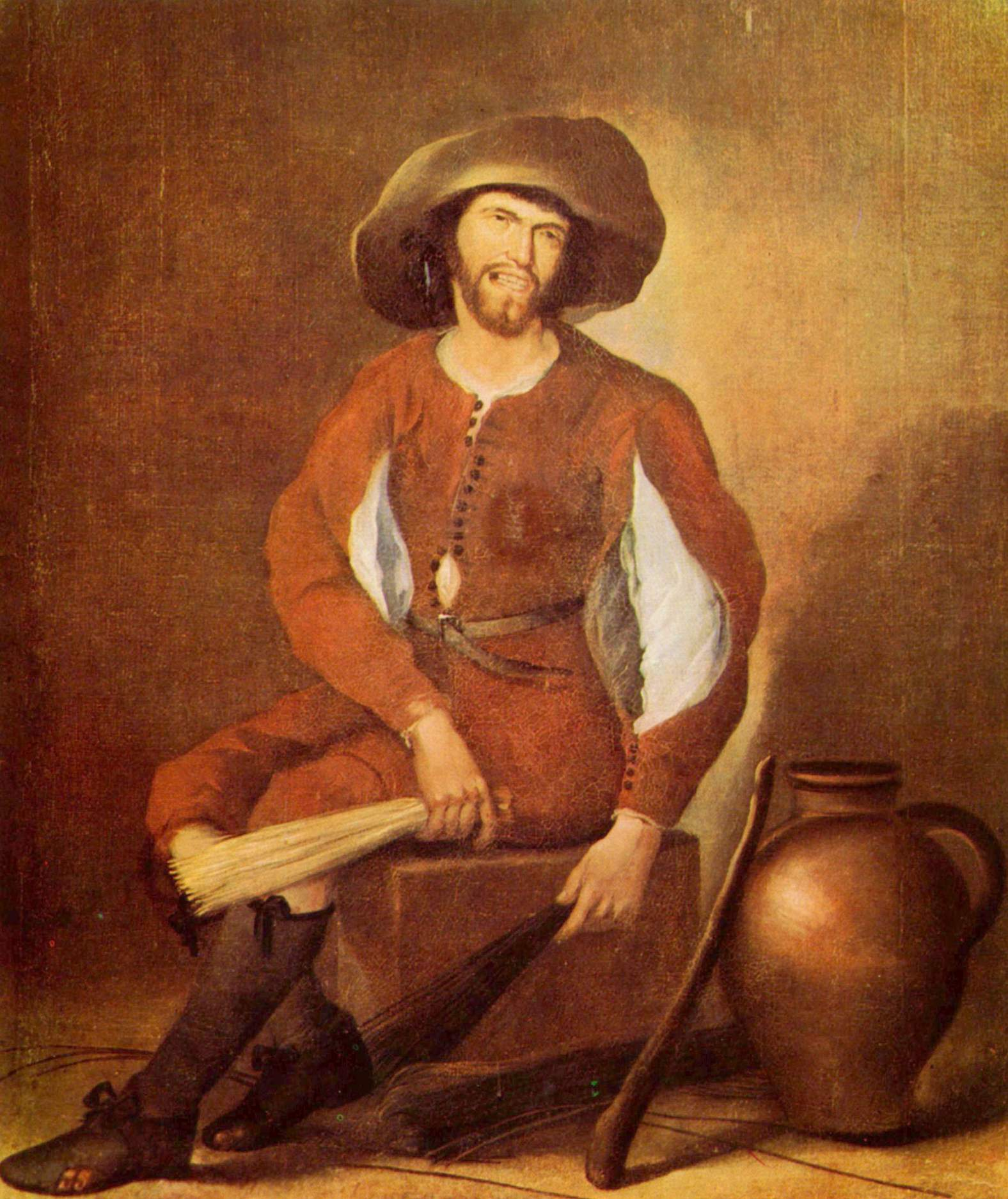
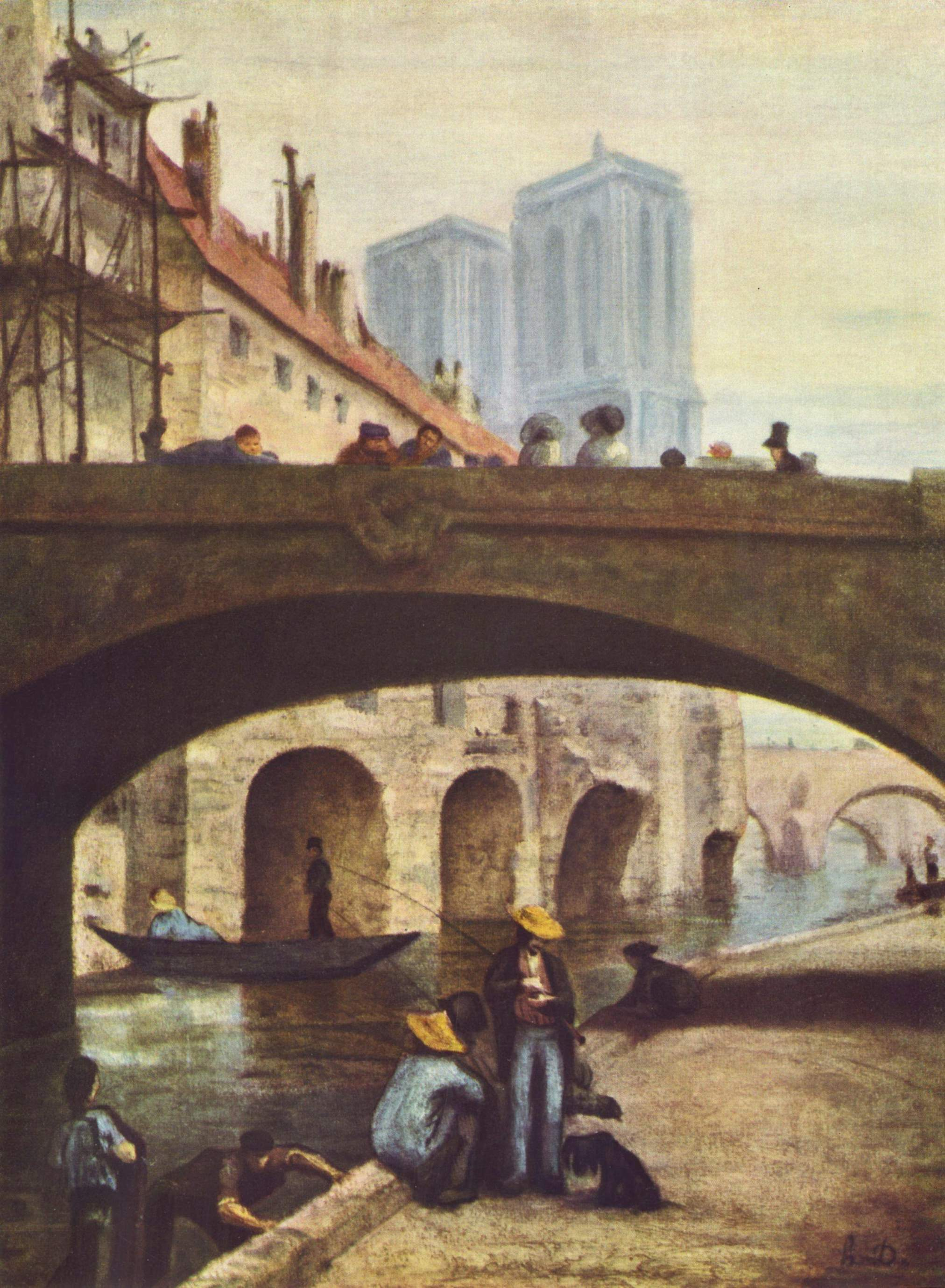
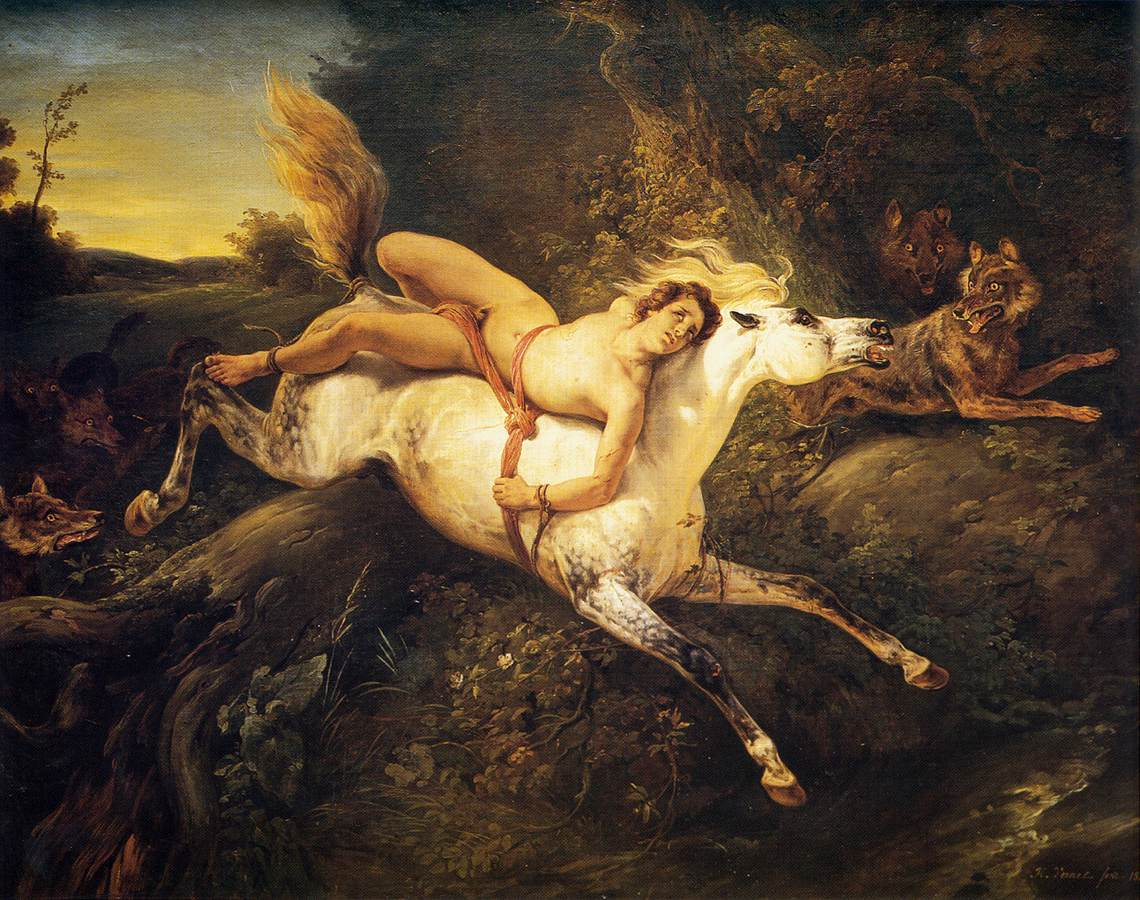
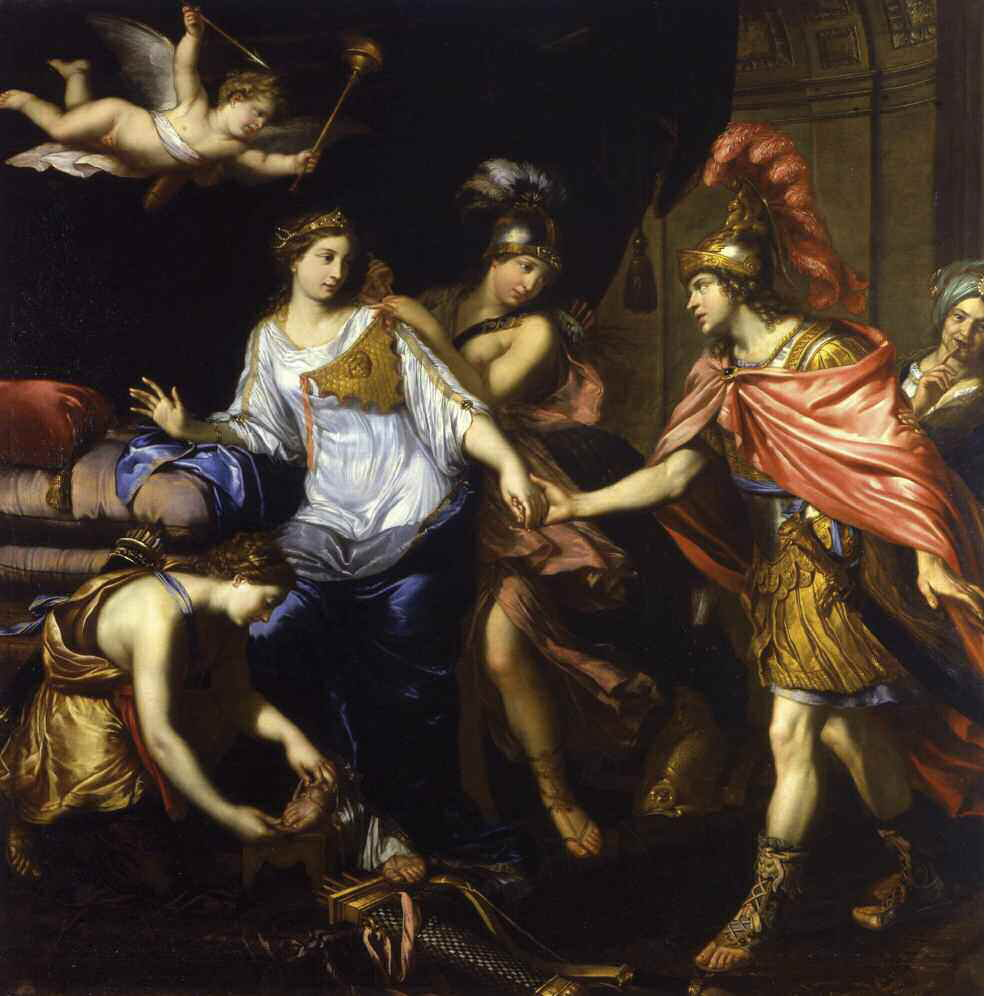
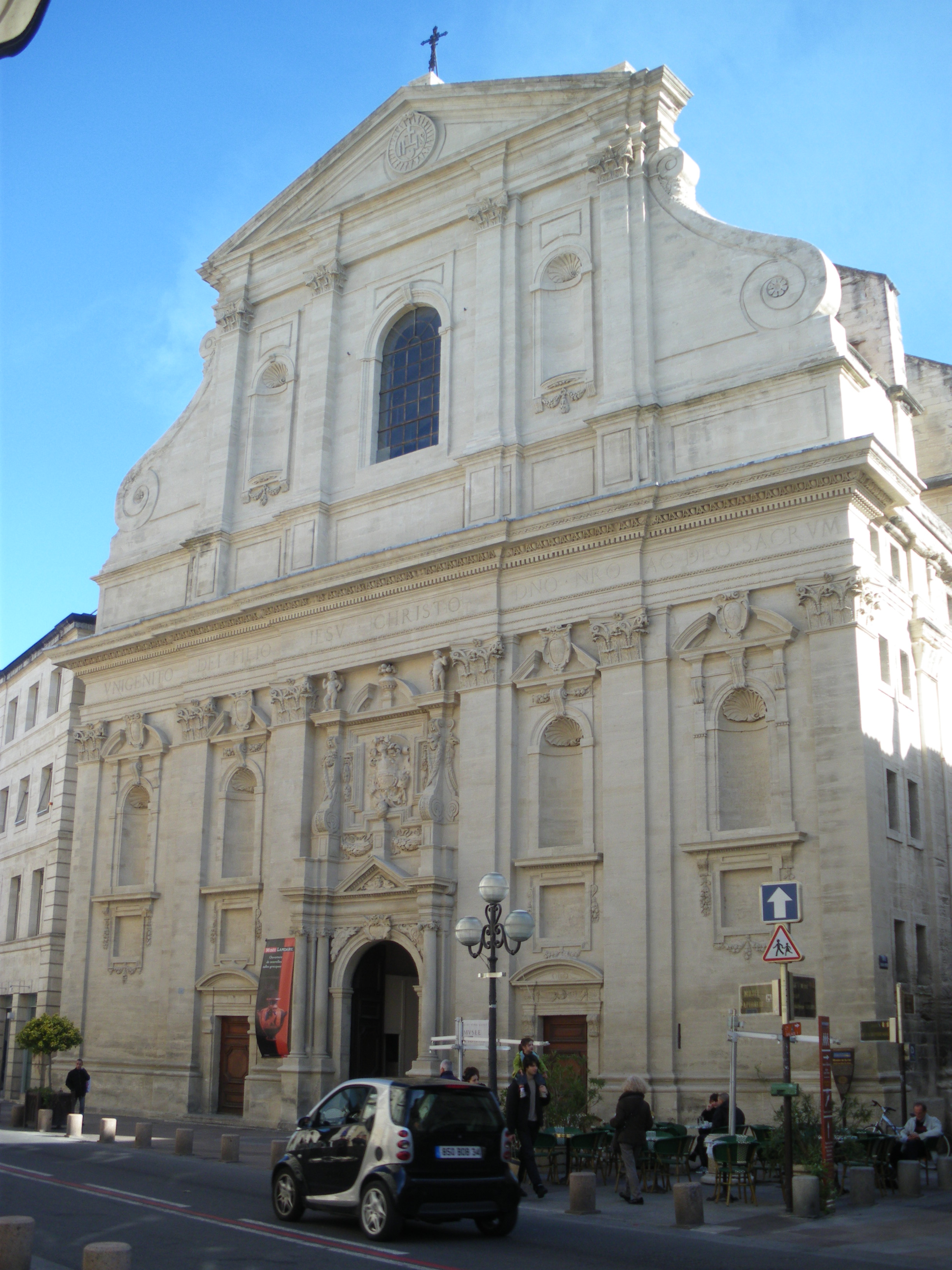
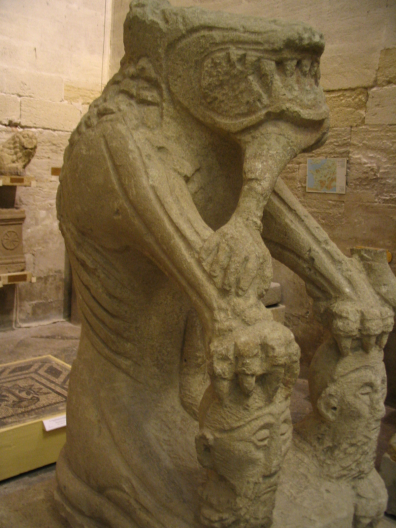
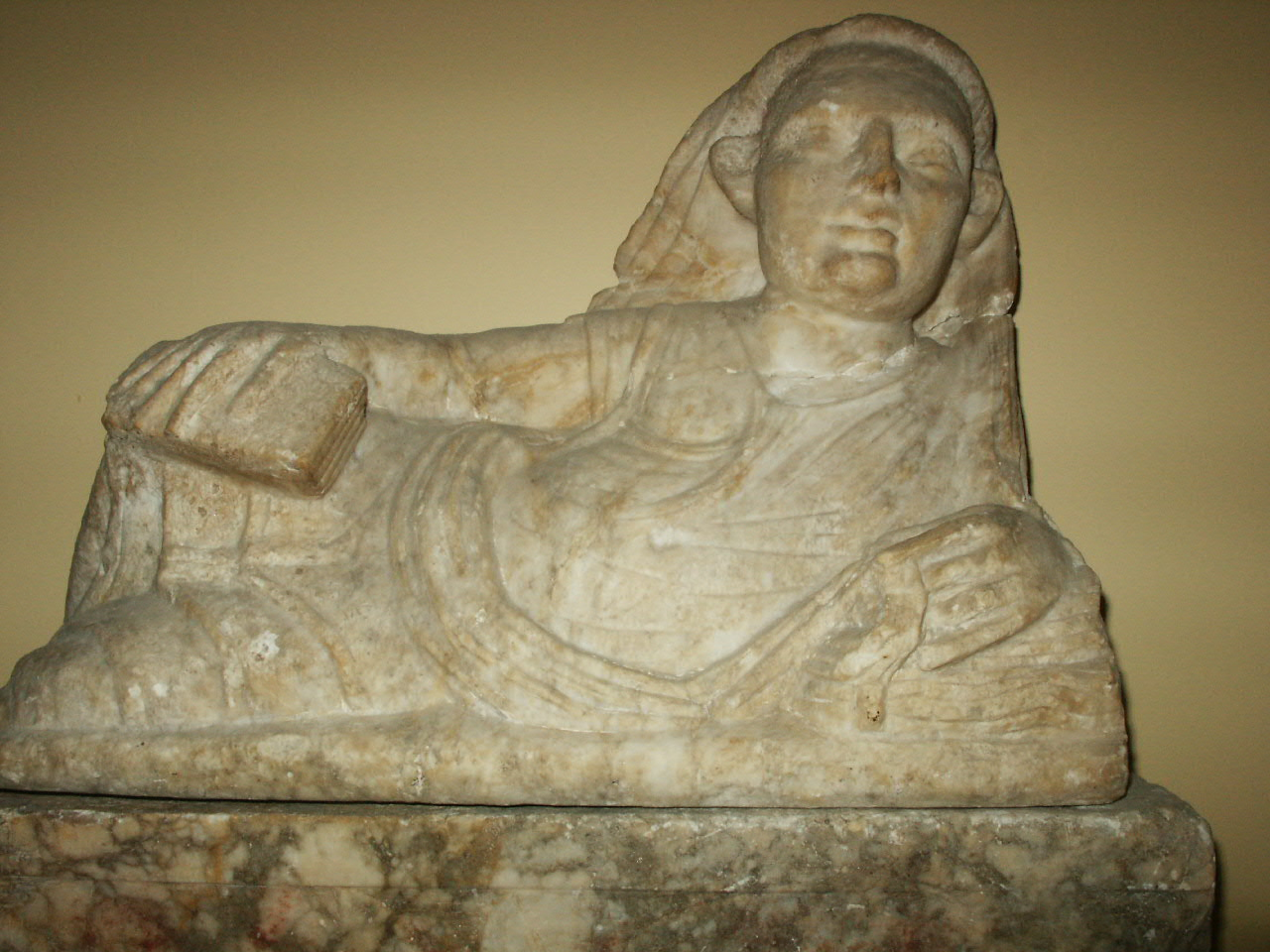
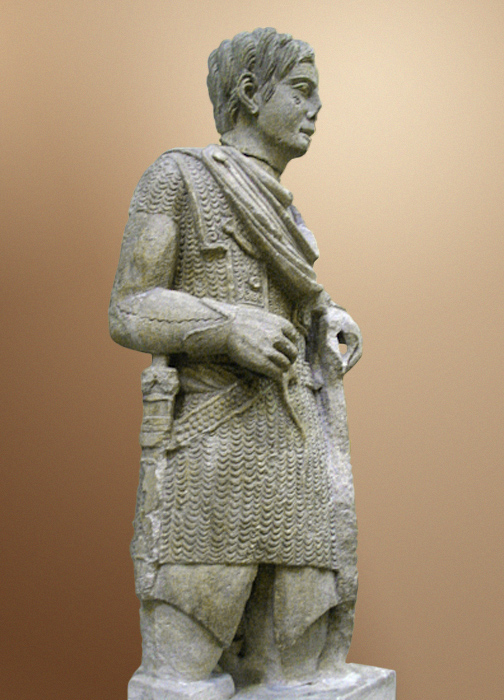
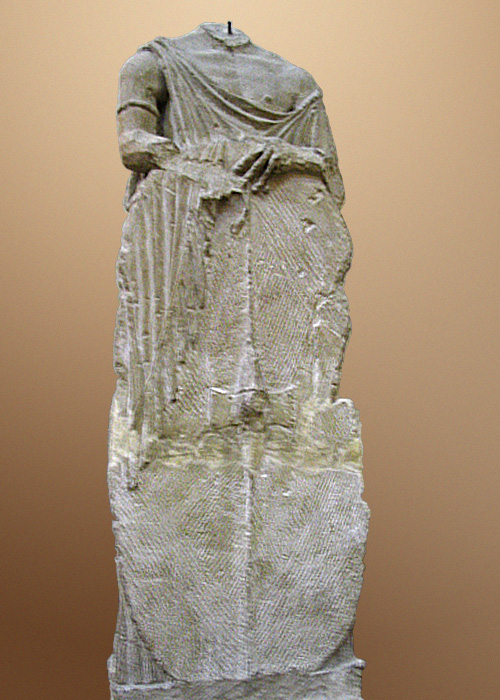
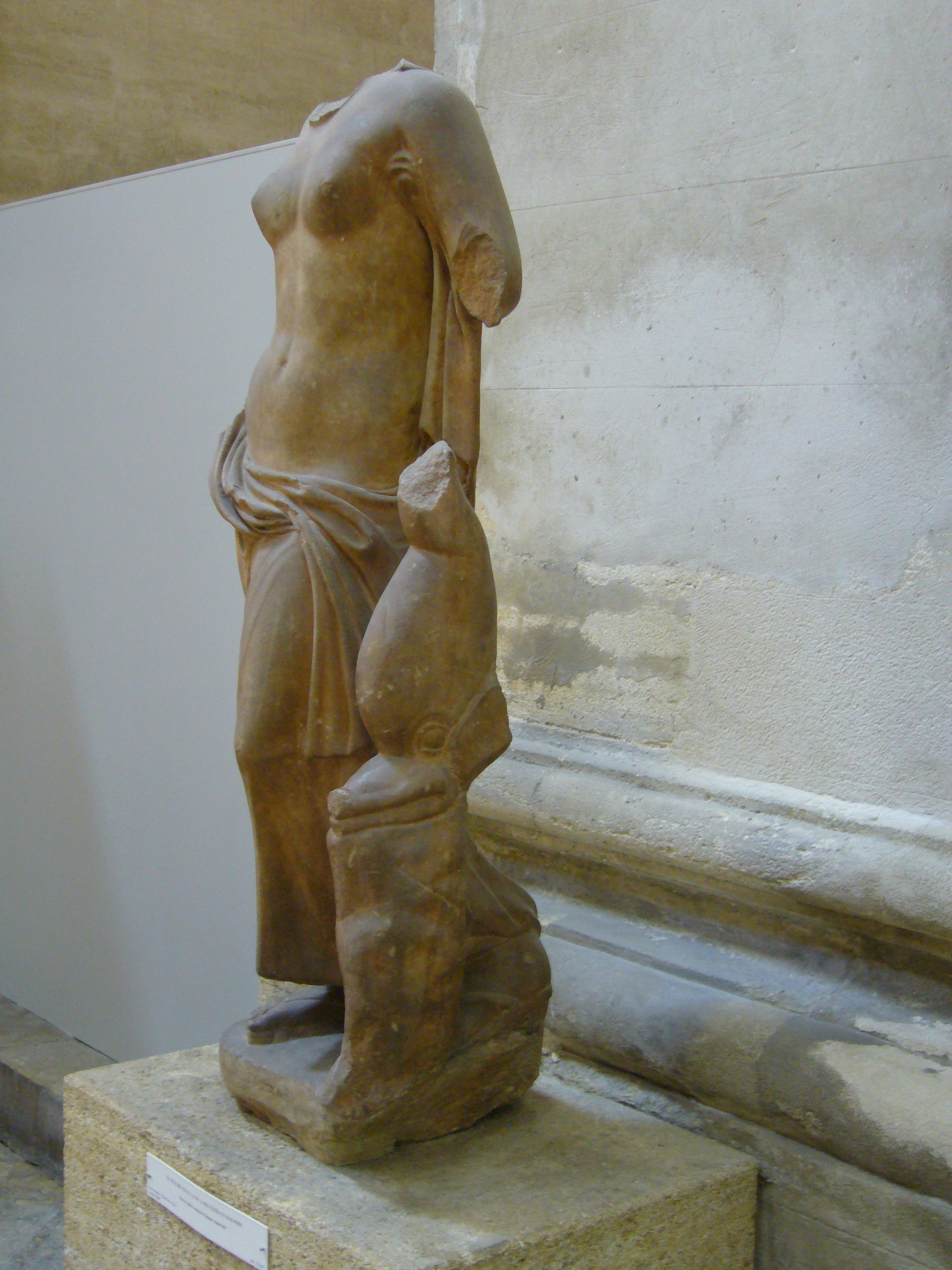

## 历史

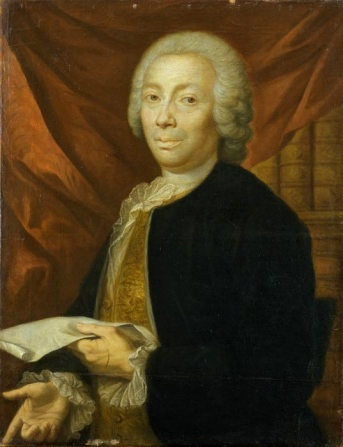

该博物馆成立于1811年4月9日。 
1963年10月1日该建筑列为法国历史古迹。